# Wrodzony niedorozwój uda
Wrodzony niedorozwój uda (ang. congenital femoral deficiency in. wrodzony niedorozwój kości udowej ang. proximal femoral focal deficiency) – wada wrodzona, niemająca podłoża genetycznego, o charakterze deformacji; polega na zniekształceniu kości udowej oraz będącym tego następstwem zaburzeniu funkcji wraz z narastającym w miarę wzrastania skróceniu kończyny dolnej. Wada zwykle występuje jednostronnie, natomiast w 15% przypadków występuje dwustronnie.

## Etiologia
Etiologia wrodzonego niedorozwoju uda jest nieznana. Wada może powstawać od 4. do 6. tygodnia życia płodowego, pod wpływem czynników teratogennych.

## Epidemiologia
Częstość występowania szacowana jest na 1 na 50 000 żywych urodzeń. W 15% przypadków wada ta występuje obustronnie.

## Obraz kliniczny
Obraz kliniczny jest zależny od stopnia zaawansowania schorzenia. W przeważającej liczbie przypadków podstawowym objawem jest grube, krótkie udo ustawione w zgięciu i odwiedzeniu oraz skręcone zewnętrznie ze stopą na wysokości połowy goleni lub stawu kolanowego.
| Forma       | Obraz kliniczny |
| ----------- | --- |
| łagodna     | - umiarkowane skrócenie uda - prawidłowy staw biodrowy - prawidłowy staw kolanowy |
| umiarkowana | - duże skrócenie uda - staw biodrowy szpotawy - możliwa obecność stawu rzekomego - szpotawe zagięcie osi trzonu stawu biodrowego - mały kąt antetorsji - przykurcz stawu biodrowego w rotacji zewnętrznej - nadmiar zakresu rotacji zewnętrznej stawu biodrowego - przednio-tylna niestabilność stawu kolanowego - koślawość stawu kolanowego |
| ciężka      | - krótkie i grube udo - brak końca bliższego kości udowej - stopa na poziomie stawu kolanowego ustawiona w rotacji zewnętrznej |

## Klasyfikacja radiologiczna
| Typ | Zmiany radiologiczne |
| --- | --- |
| A   | - prawidłowa panewka stawu biodrowego - prawidłowa głowa kości udowej - opóźnione kostnienie szyjki kości udowej - skrócenie kości udowej |
| B   | - prawidłowa panewka stawu biodrowego - prawidłowa głowa kości udowej - brak kostnienia szyjki kości udowej - hipoplastyczny trzon kości udowej - obecne ognisko kostnienia bliższego końca trzonu kości udowej                                 |
| C   | - ciężka hipoplazja panewki stawu biodrowego - nigdy nie kostnieje głowa kości udowej - brak szyjki kości udowej (obecność stawu rzekomego) - hipoplastyczny trzon kości udowej - obecne ognisko kostnienia bliższego końca trzonu kości udowej |
| D   | - brak panewki stawu biodrowego - brak głowy kości udowej - brak szyjki kości udowej - zdeformowany i hipoplastyczny trzon kości udowej - brak kostnienia bliższego końca trzonu kości udowej                                                   |

## Klasyfikacja operacyjna
| Grupa | Obraz kliniczny oraz radiologiczny |
| ----- | --- |
| I     | - skrócenie kości udowej o 40-60% - możliwe przywrócenie funkcjonalności stawu biodrowego i kolanowego - kończyna dolna krótsza o 20-30%, stopa na wysokości połowy podudzia |
| II    | - skrócenie kości udowej o ponad 60% - brak możliwości przywrócenia funkcjonalności stawu biodrowego i kolanowego - stopa na wysokości stawu kolanowego                      |

## Badania dodatkowe
- zdjęcie rentgenowskie – pozwala na postawienie rozpoznania oraz klasyfikację
- ultrasonografia – ocena obecności głowy kości udowej
- obrazowanie metodą rezonansu magnetycznego – ocena mięśni i stawu rzekomego szyjki kości udowej

## Diagnostyka różnicowa
- wrodzone biodro szpotawe[1]
- dysplazja stawu biodrowego[1]
- okołoporodowe złamanie uda[1]

W ciężkiej postaci rozpoznanie nie wymaga różnicowania.

## Leczenie
Celem leczenia jest umożliwienie chodzenia. Chorzy prezentują cztery podstawowe problemy: niestabilność stawu biodrowego, nieprawidłowe ustawienie uda, niedorozwój mięśni bliższej części uda oraz niewłaściwa długość kończyny.
Standardowe postępowanie u chorych z mniej zaawansowanymi zmianami (I według Gillespiego lub A i B według Aitkena) polega na wydłużaniu chorej kończyny po wstępnym leczeniu operacyjnym zmian w zakresie stawu biodrowego (uwolnienie przykurczy w stawie biodrowym, korekta biodra szpotawego, stawu rzekomego oraz panewki stawu biodrowego). U chorych z bardziej zaawansowanymi zmianami stosuje się leczenie protetyczne po przygotowaniu operacyjnym chorej kończyny. Wówczas celem zabiegów operacyjnych jest odtworzenie funkcji kończyny analogicznej do sytuacji amputacji poniżej kolana. W przypadku wady obustronnej leczenie jest wyłącznie zachowawcze, poprzez zaopatrzenie ortopedyczne.

## Operacje SUPERhip i SUPERknee
Dr Dror Paley opracował nowe zabiegi rekonstrukcyjne stawu biodrowego i kolanowego, które nazwał SUPERhip i SUPERknee (SUPER jest skrótowcem od Systematic Utilitarian Procedure for Extremity Reconstruction  (Systematyczna Praktyczna Procedura Rekonstrukcji Kończyny). Zabieg ten rozszerza wskazania do rekonstrukcji, natomiast jego zakres i stopień skomplikowania nie pozwala na powszechne stosowanie. W 2015 operacja SUPERhip i SUPERknee została przeprowadzona po raz pierwszy w Polsce.